# Karin Peschka

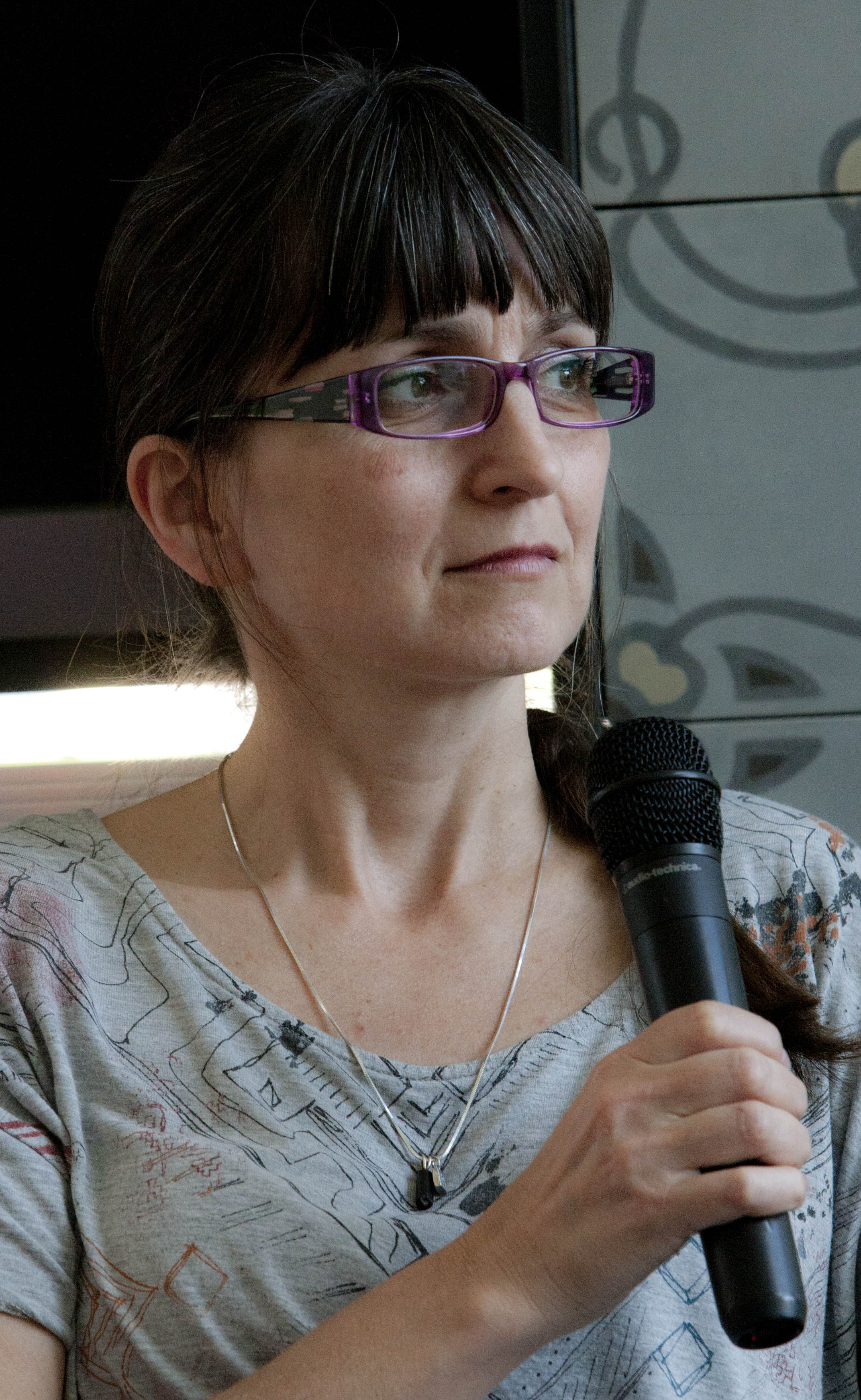
Karin Peschka (2015)

Karin Peschka (* 1967 in Linz) ist eine österreichische Autorin.

## Leben
Karin Peschka wuchs in Eferding in Oberösterreich auf, seit 2000 lebt sie in Wien. Nach einem Besuch der Sozialakademie in Linz arbeitete sie unter anderem mit Arbeitslosen und Alkoholkranken. Außerdem war sie mehrere Jahre im Bereich Onlineredaktion und Projektorganisation tätig, so schrieb sie etwa Kolumnen für die Webseiten von Ö1.
2013 veröffentlichte sie ihren Debütroman „Watschenmann“, der unter anderem mit dem mit 10.000 Euro dotierten  Literaturpreis Wartholz 2013, dem Floriana Literaturpreis 2014 und dem ebenfalls mit 10.000 Euro dotierten Literaturpreis Alpha 2015 ausgezeichnet wurde. 2015 und 2016 erhielt sie das Elias-Canetti-Stipendium der Stadt Wien für ihren zweiten Roman FanniPold, 2017 wurde ihr das Adalbert-Stifter-Stipendium des Landes Oberösterreich für das Kurzprosaprojekt Autolyse Wien zuerkannt.
Peschka wurde 2017 zum Ingeborg-Bachmann-Wettbewerb eingeladen, wo sie für ihren Text Wiener Kindl mit dem Publikumspreis und daran gekoppelt dem Stadtschreiber-Stipendium der Stadt Klagenfurt ausgezeichnet wurde. Im Herbst 2017 erschien Autolyse Wien, der Roman wurde im Oktober 2017 auf der ORF-Bestenliste auf dem zweiten Platz gelistet. Am 31. Jänner 2019 wurde eine Bühnenfassung des Romanes Watschenmann am Wiener Volkstheater (Volx/Margareten) unter der Regie von Bérénice Hebenstreit mit Rainer Galke, Katharina Klar und Birgit Stöger uraufgeführt. Ihr Roman Putzt euch, tanzt, lacht wurde im April 2020 auf dem dritten Platz der ORF-Bestenliste aufgeführt.
Der Roman Dschomba über den Serben Dragan Džomba wurde im April 2023 auf Platz fünf und im Mai und Juni 2023 auf Platz eins der ORF-Bestenliste gereiht. Für das Theaterspectacel Wilhering 2024 schrieb sie das Stück Bruckners Affe.

## Publikationen (Auswahl)
- 2003: Flatline, gemeinsam mit Hubert Neuper, Ibera-Verlag, Wien 2003, ISBN 978-3-85052-176-5
- 2014: Watschenmann, Roman, Otto Müller Verlag, Salzburg 2014, ISBN 978-3-7013-1220-7
- 2017: FanniPold, Roman, Otto Müller Verlag, Salzburg 2017, ISBN 978-3-7013-1244-3
- 2017: Autolyse Wien: Erzählungen vom Ende, Otto Müller Verlag, Salzburg 2017, ISBN 978-3-7013-1253-5
- 2020: Putzt euch, tanzt, lacht, Otto Müller Verlag, Salzburg 2020, ISBN 978-3-7013-1274-0
- 2023: Dschomba, Otto Müller Verlag, Salzburg 2023, ISBN 978-3-7013-1303-7[16][17]
- 2024: Bruckners Affe, Theaterstück, Uraufführung beim Theaterspectacel Wilhering, Otto Müller Verlag, Salzburg 2024, ISBN 978-3-7013-1318-1.[14]

## Auszeichnungen
- 2013: Literaturpreis Wartholz für Watschenmann[1]
- 2014: Floriana Literaturpreis für Watschenmann
- 2015: Literaturpreis Alpha für Watschenmann[18]
- 2015 und 2016: Elias-Canetti-Stipendium der Stadt Wien für FanniPold[19]
- 2017: Ingeborg-Bachmann-Preis 2017 – Publikumspreis und Stadtschreiber-Stipendium der Stadt Klagenfurt für Wiener Kindl
- 2017: Nominierung für den Österreichischen Buchpreis mit Autolyse Wien (Longlist)
- 2020: Robert-Musil-Stipendium des Bundesministeriums für Kunst, Kultur, öffentlichen Dienst und Sport[20][21]
- 2020: Nominierung für den Österreichischen Buchpreis mit Putzt euch, tanzt, lacht (Shortlist)[22][23]
- 2023: Nominierung für den Österreichischen Buchpreis mit Dschomba (Longlist)[24]
- 2023: Landespreis für Kultur des Landes Oberösterreich für Literatur[25]
- 2024: Veza-Canetti-Preis der Stadt Wien[26][27]